# Biserica romano-catolică din Sadova Veche

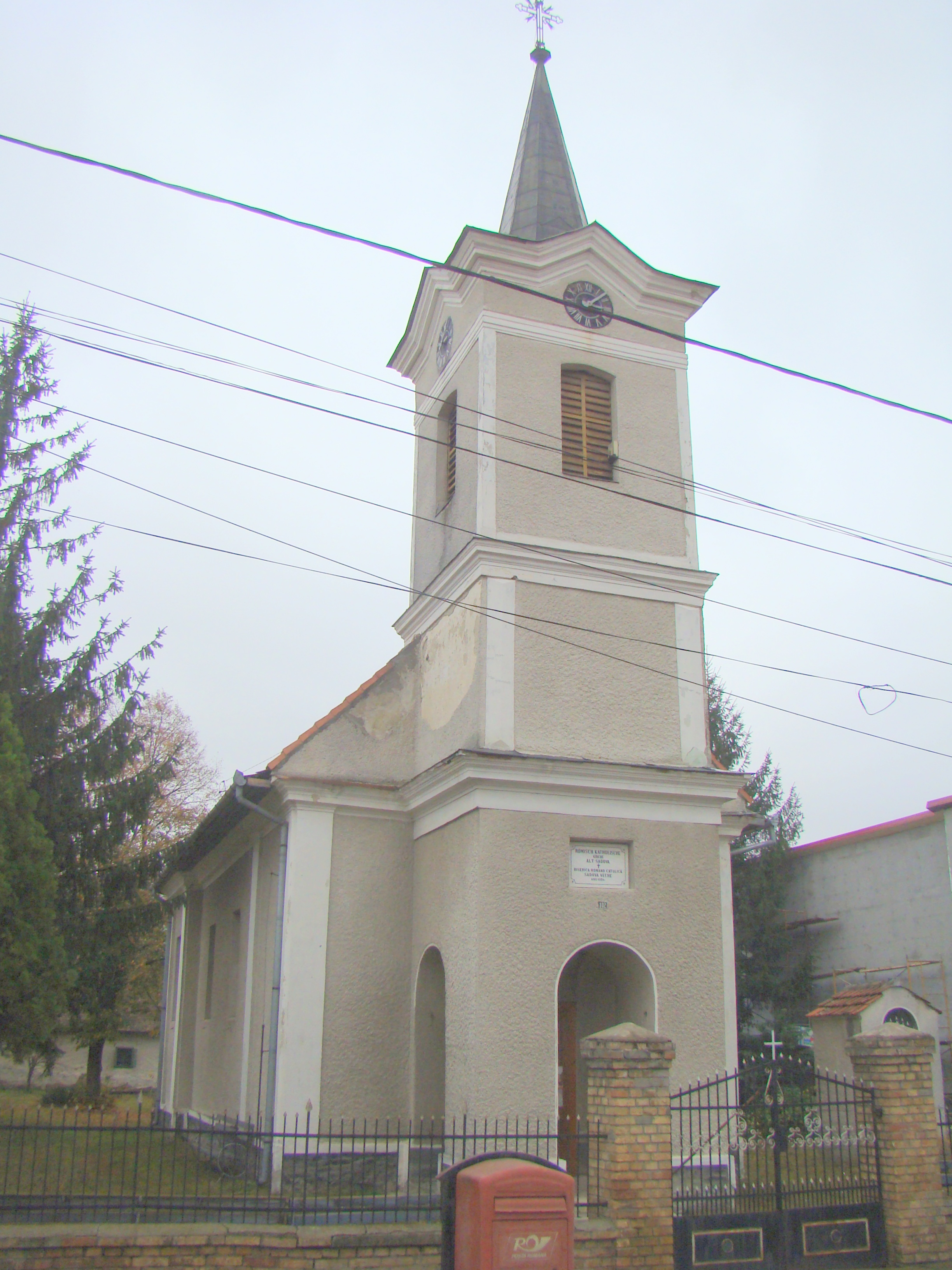
Biserica romano-catolică din Sadova Veche (octombrie 2018)

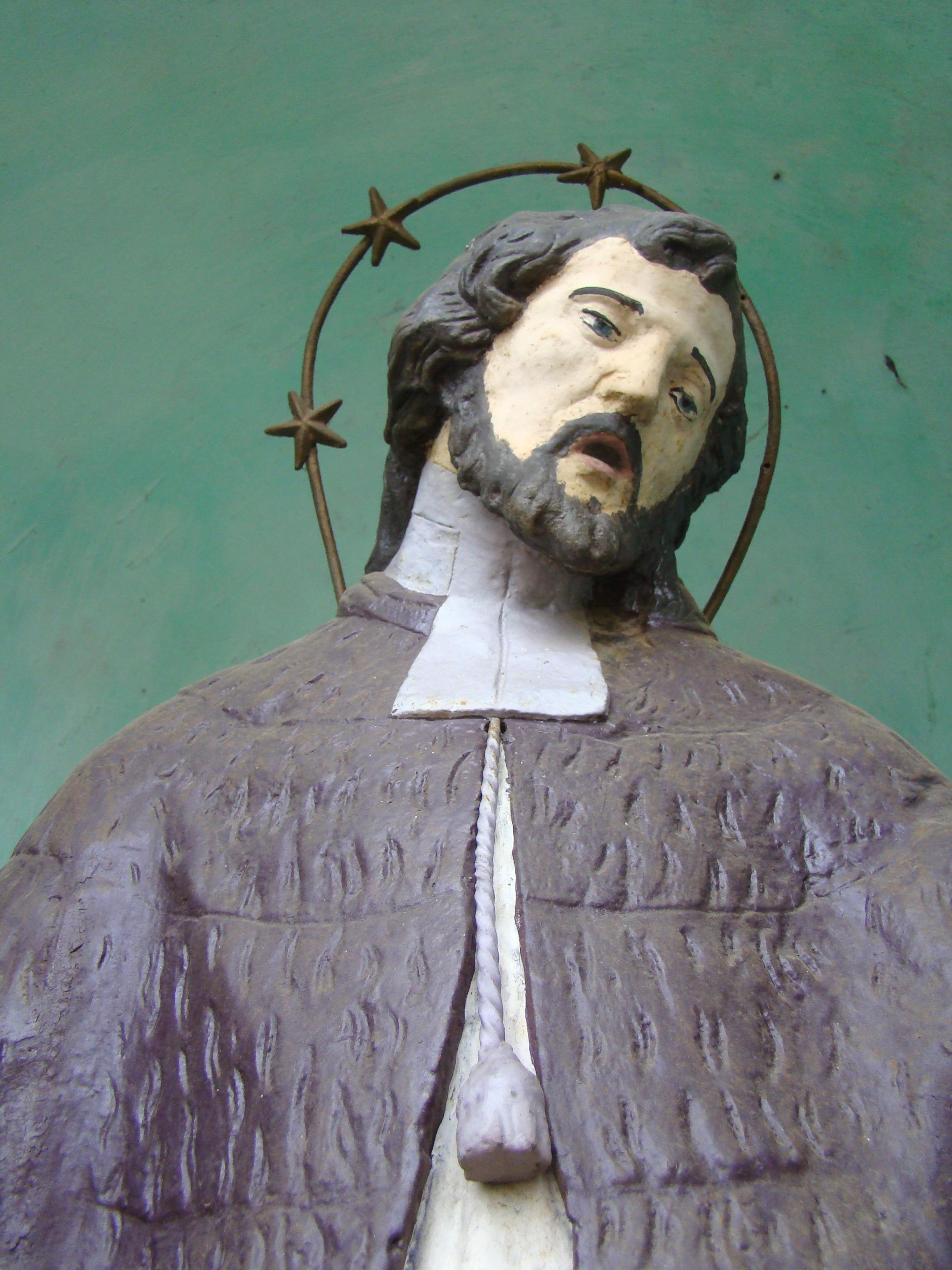
Sfântul Ioan Nepomuk

Biserica romano-catolică din Sadova Veche este un lăcaș de cult aflat pe teritoriul satului Sadova Veche, comuna Slatina-Timiș, județul Caraș-Severin. Are hramul „Sfânta Treime”.

## Localitatea
Sadova Veche (în germană Altsadowa, în maghiară Ószadova) este un sat în comuna Slatina-Timiș din județul Caraș-Severin, Banat, România. Satul Sadova Veche este atestat documentar în anul 1467 cu numele Zadwa.

## Biserica
În anii 1827-1828, Cancelaria aulică⁠(d) a Imperiului Austriac a colonizat în munții Semenic, în general la altitudini de 800-1.000 m, câteva sute de țărani germani care proveneau din zona Klattau din Pădurea Boemiei. Datorită locului de proveniență, ei au fost denumiți „pemi⁠(d)” (Deutschböhmen), diferențiindu-se astfel de celelalte ramuri ale germanilor din Banat, precum șvabii. Inițial ei au fost instalați în localitatea Sadova Veche de pe valea Timișului, unde au petrecut prima iarnă din Banat. Apoi au întemeiat localitățile Wolfsberg (Gărâna), Weidenthal (Brebu Nou), Lindenfeld și Wolfswiese din Semenic și Caransebeșu Nou. 
Biserica din Sadova Veche a fost construită la mijlocul secolului al XIX-lea (terminată în 1854), biserica și comunitatea locală fiind puse sub ocrotirea Sfintei Treimi. E cinstit în mod deosebit și Sf. Ioan Nepomuk, proclamat în anul 1722 ocrotitorul Banatului, originar și el tot din Boemia.

## Imagini

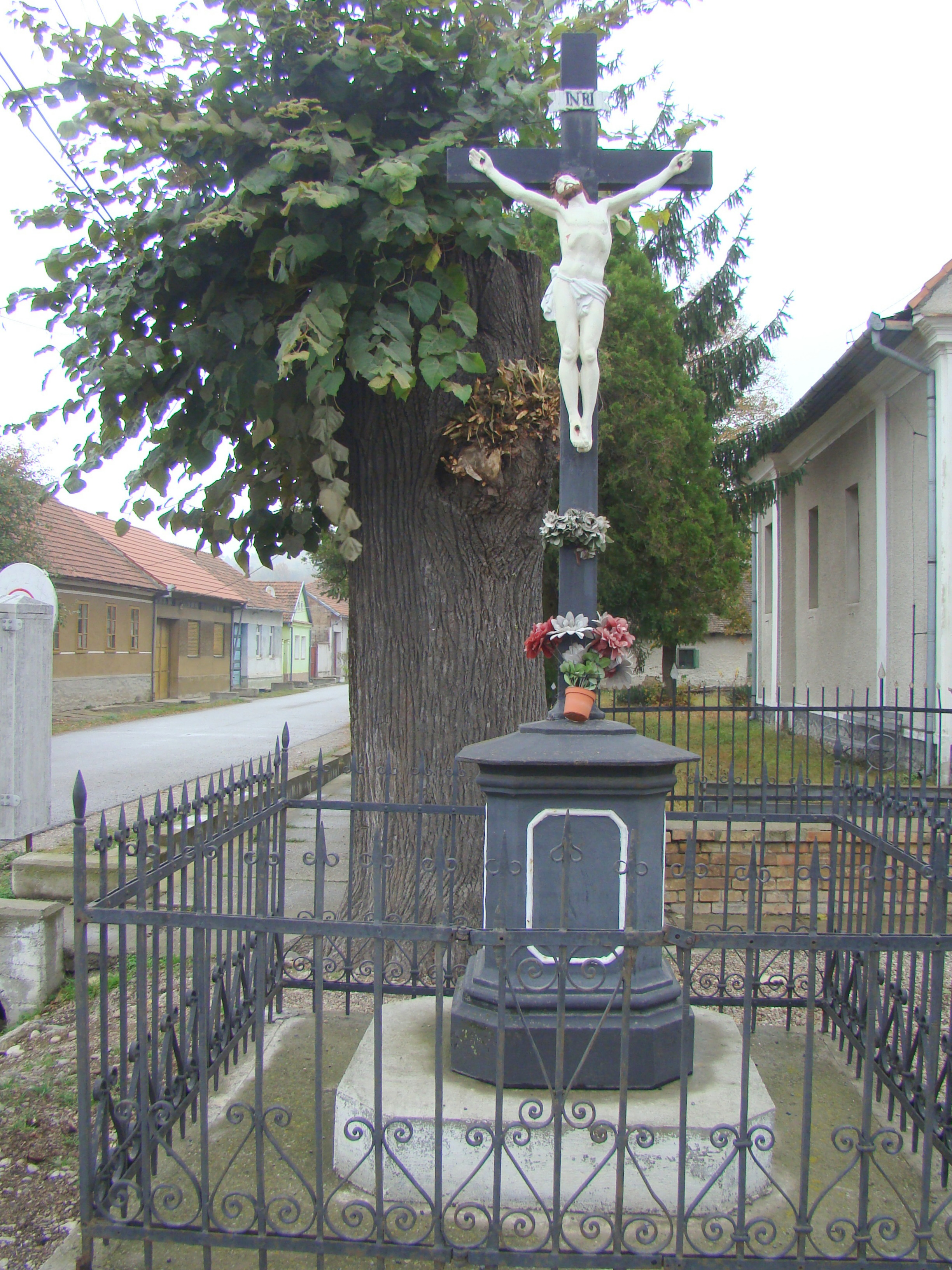
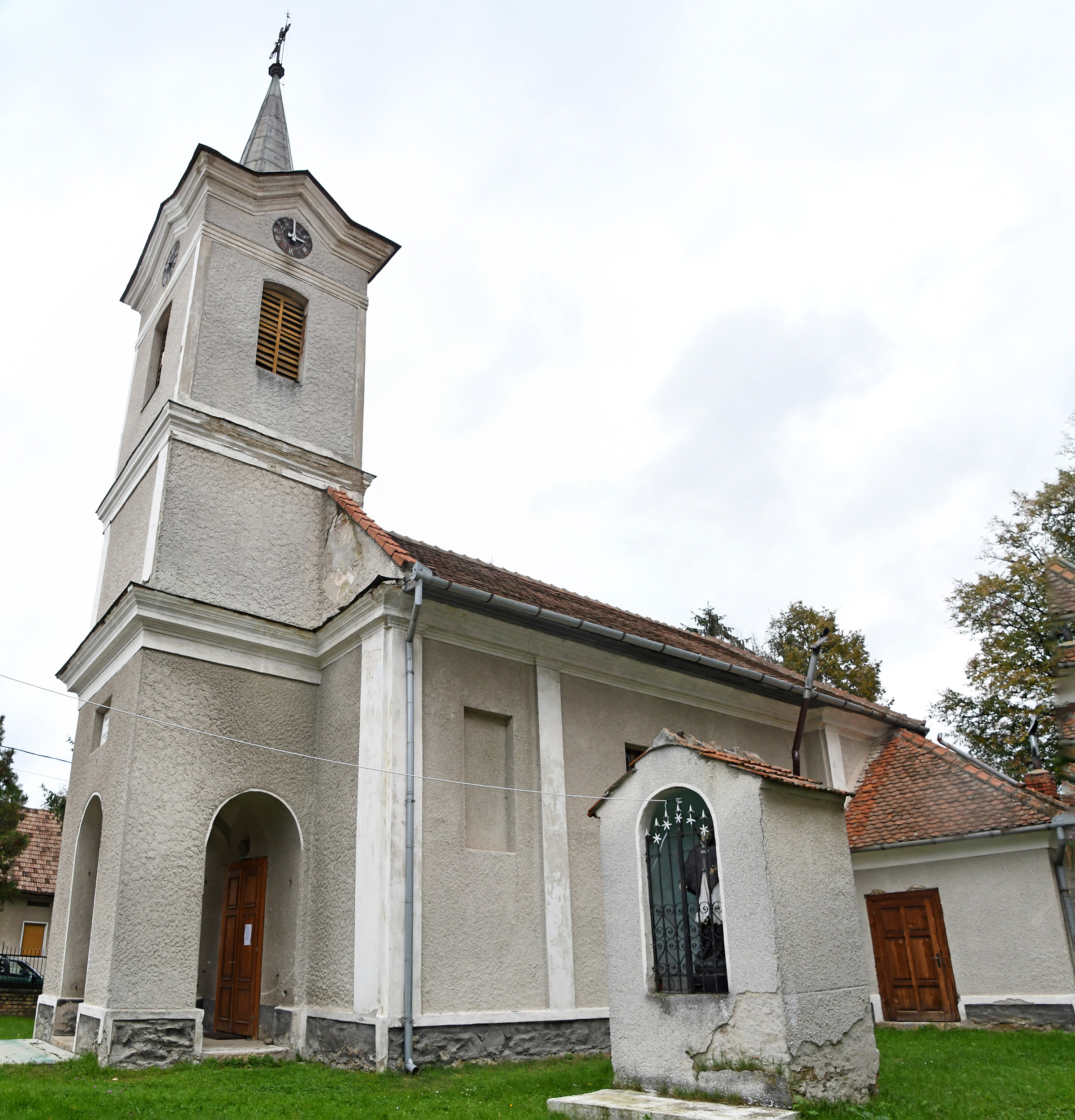
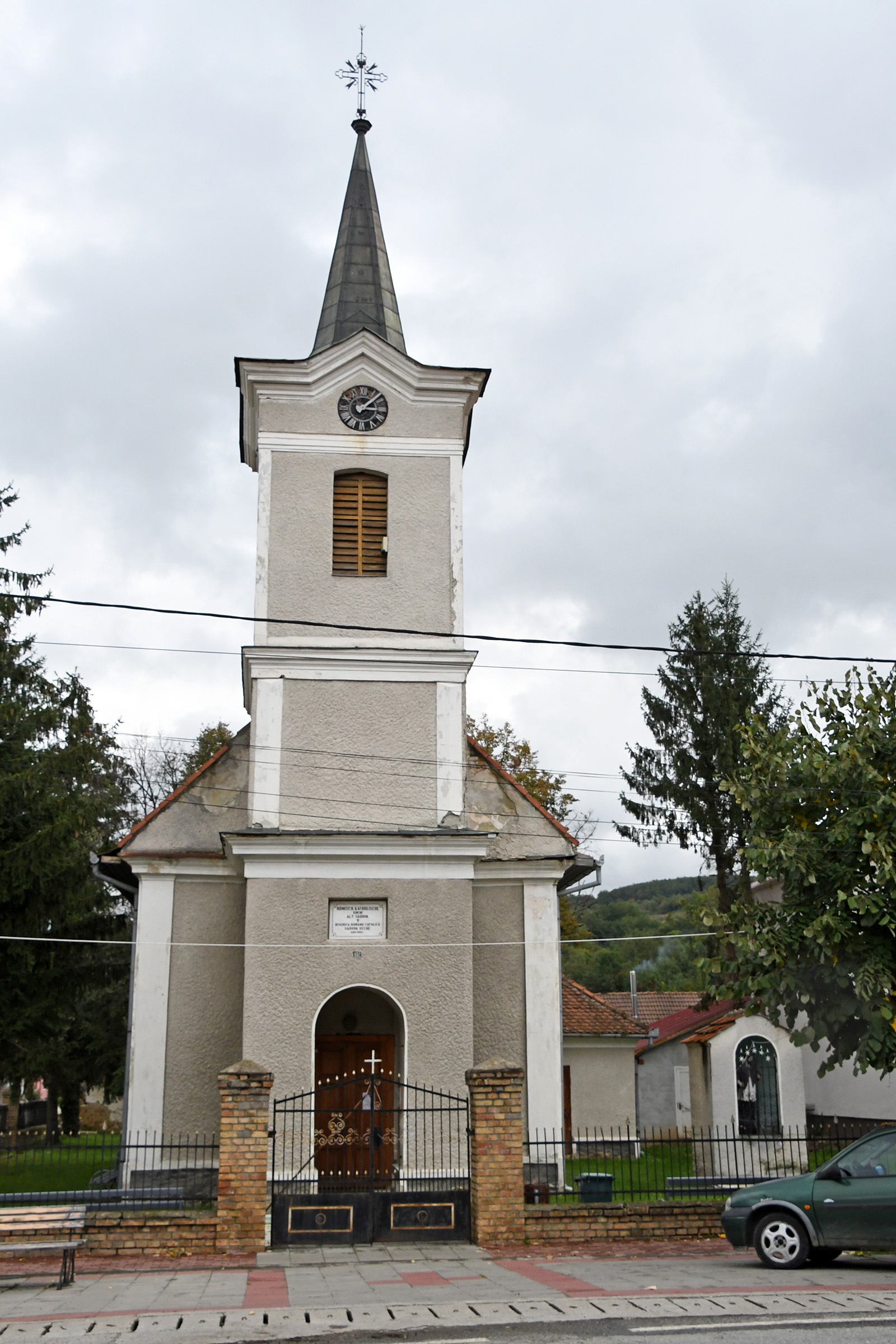
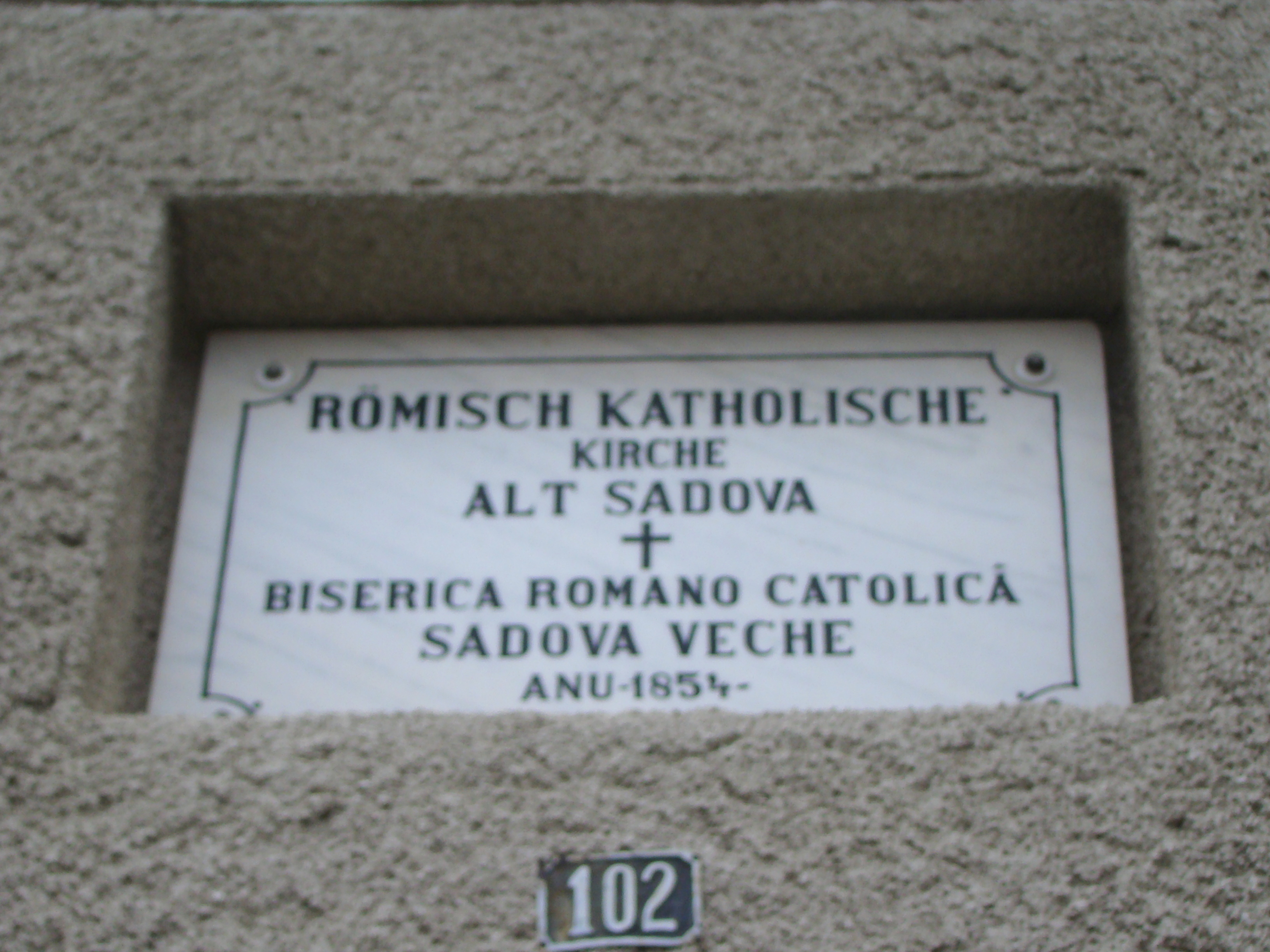
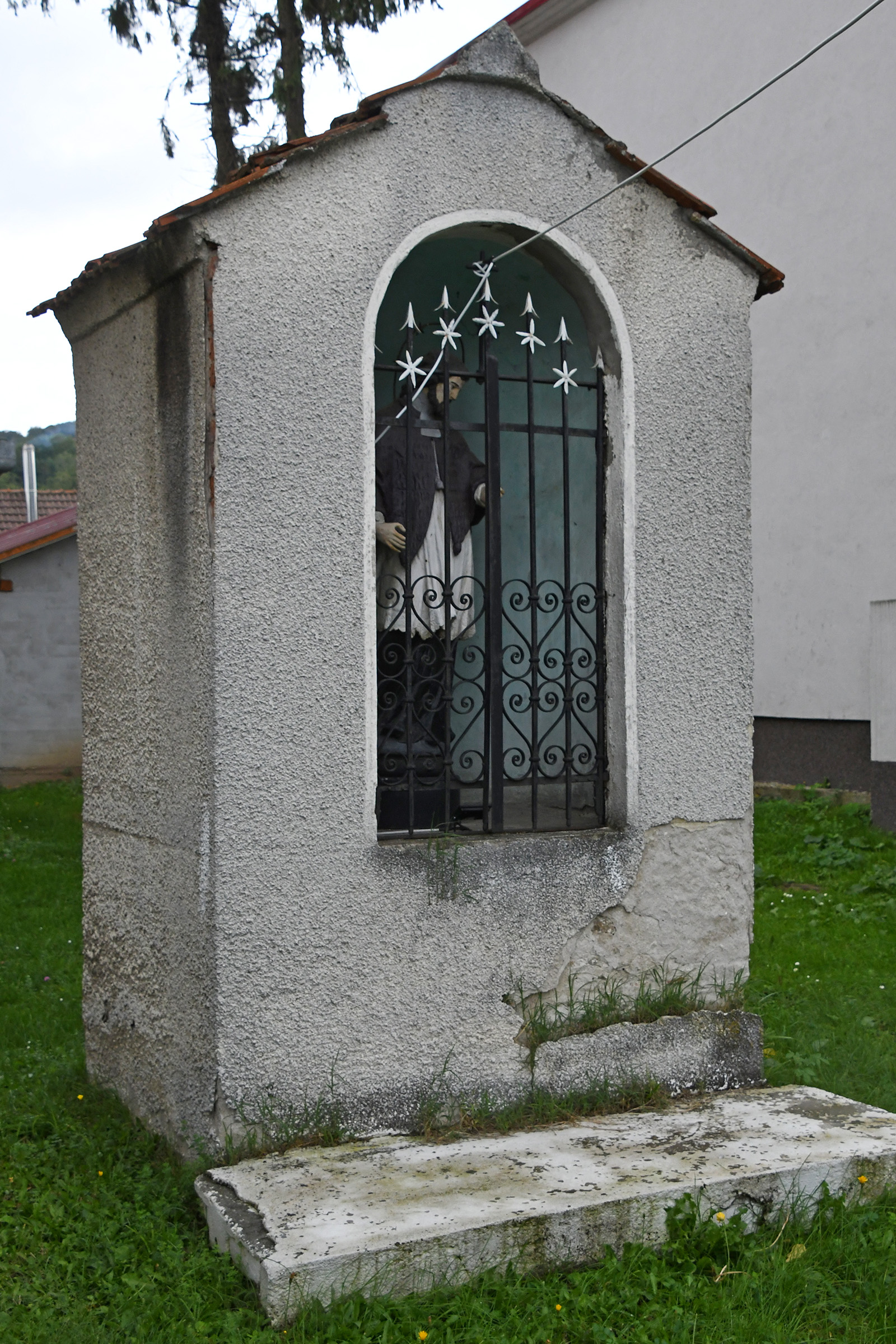
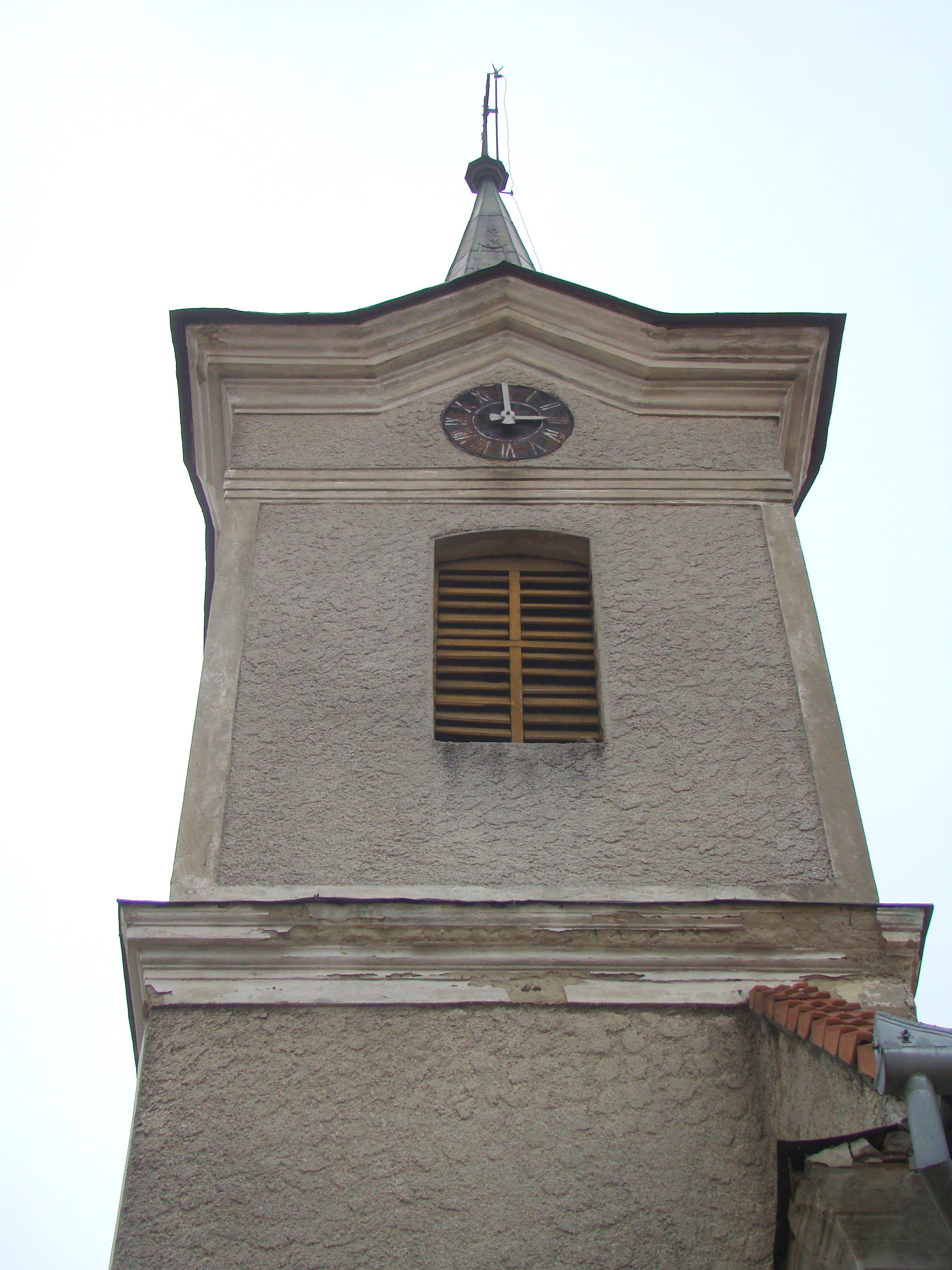
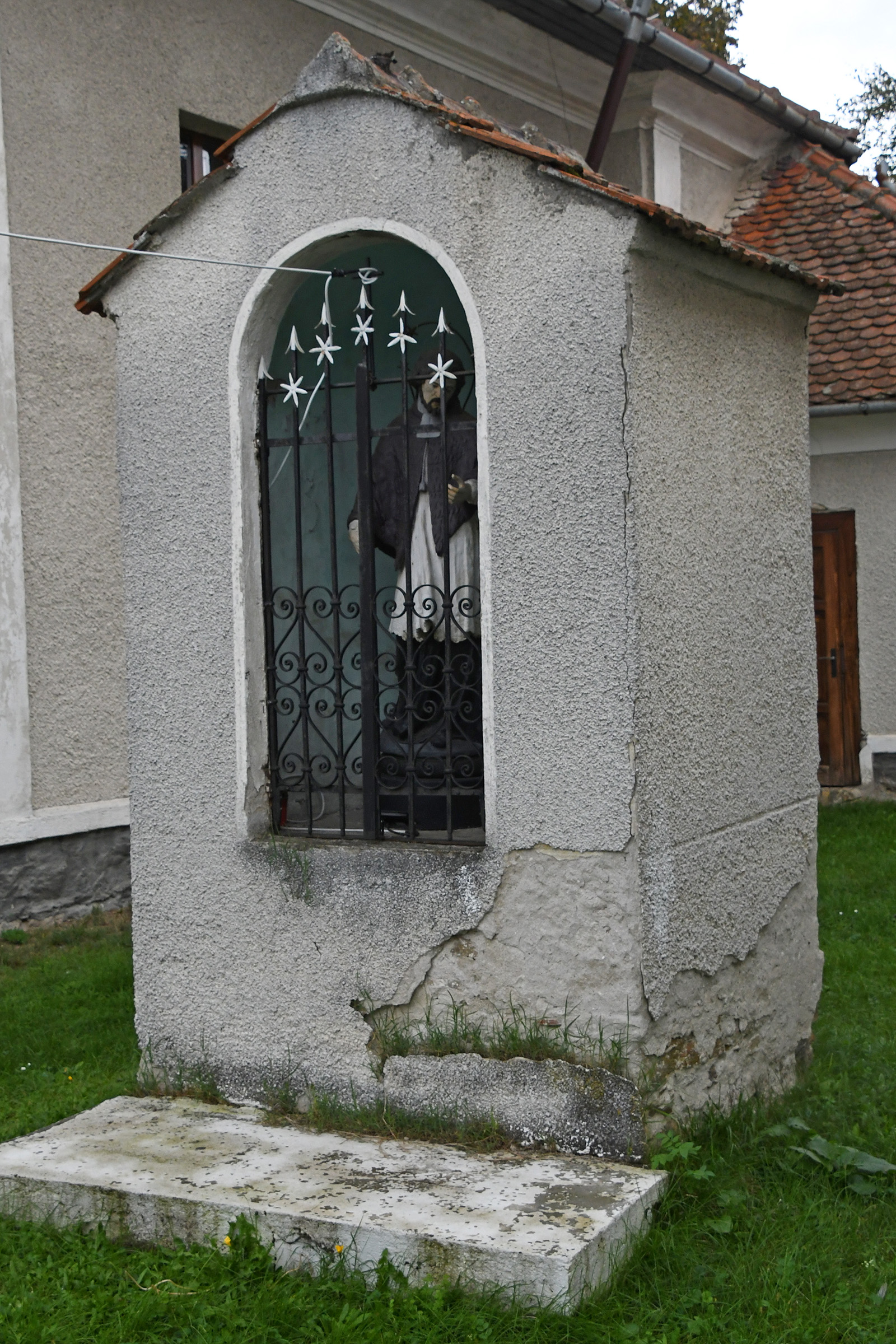
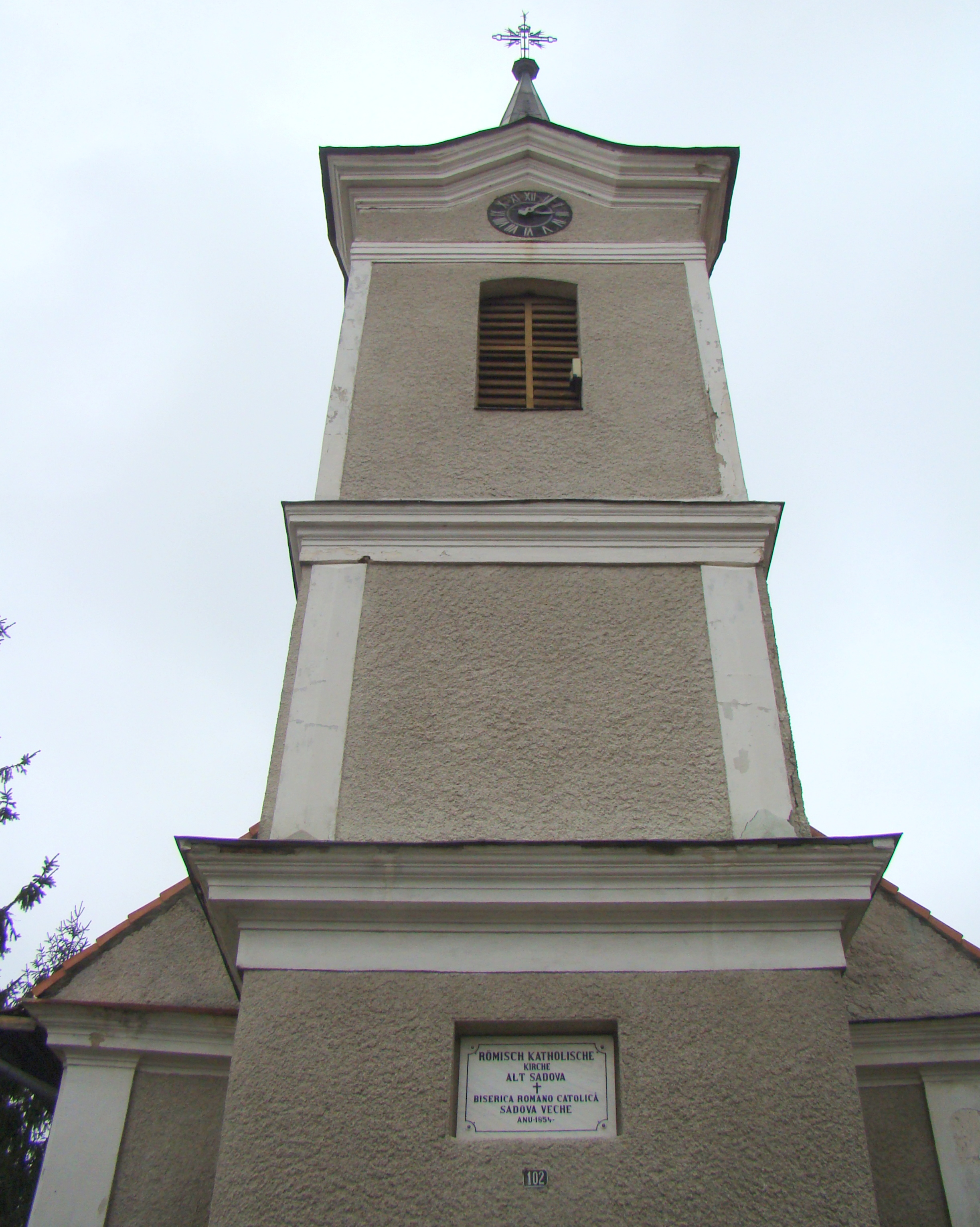
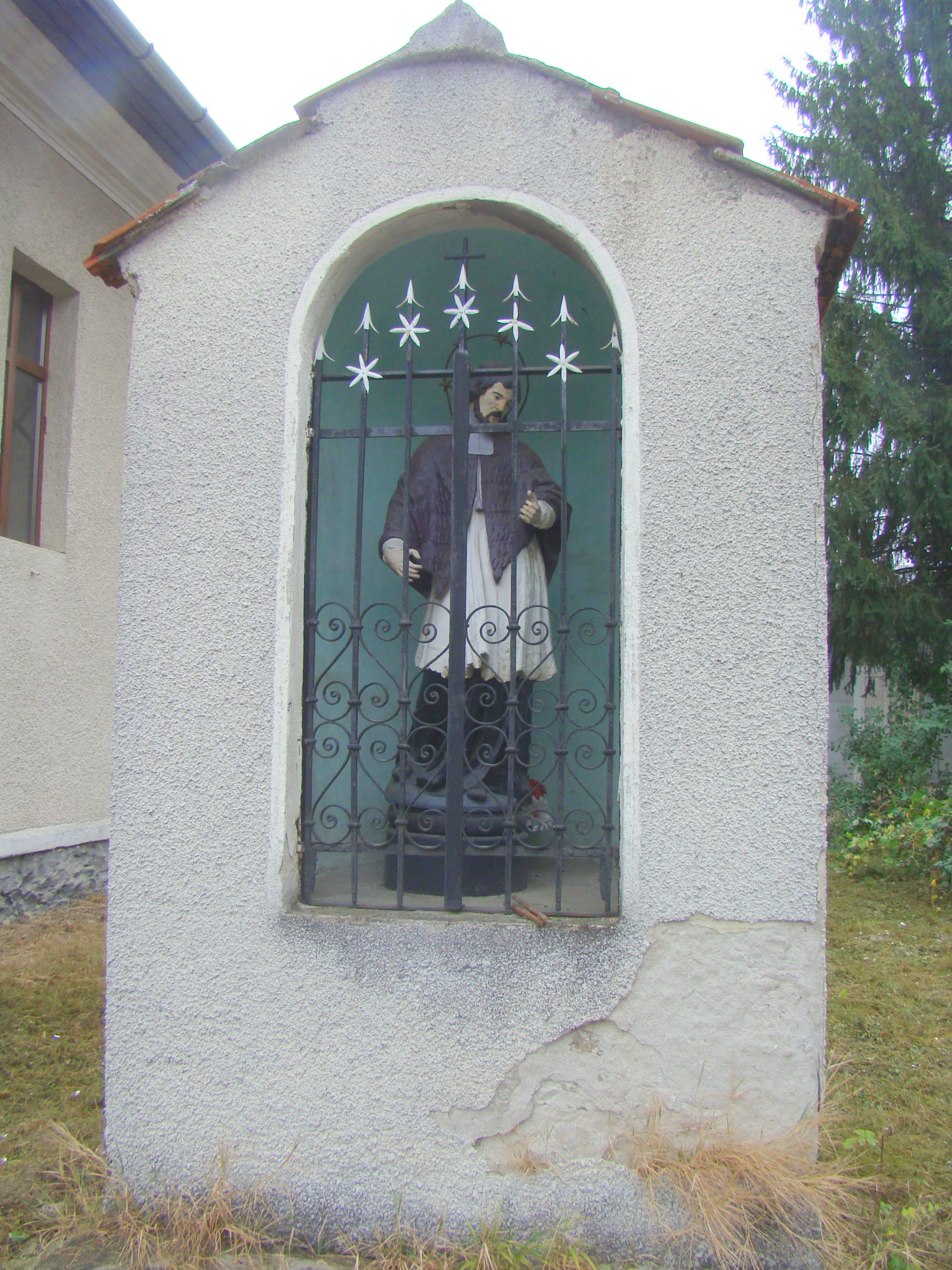
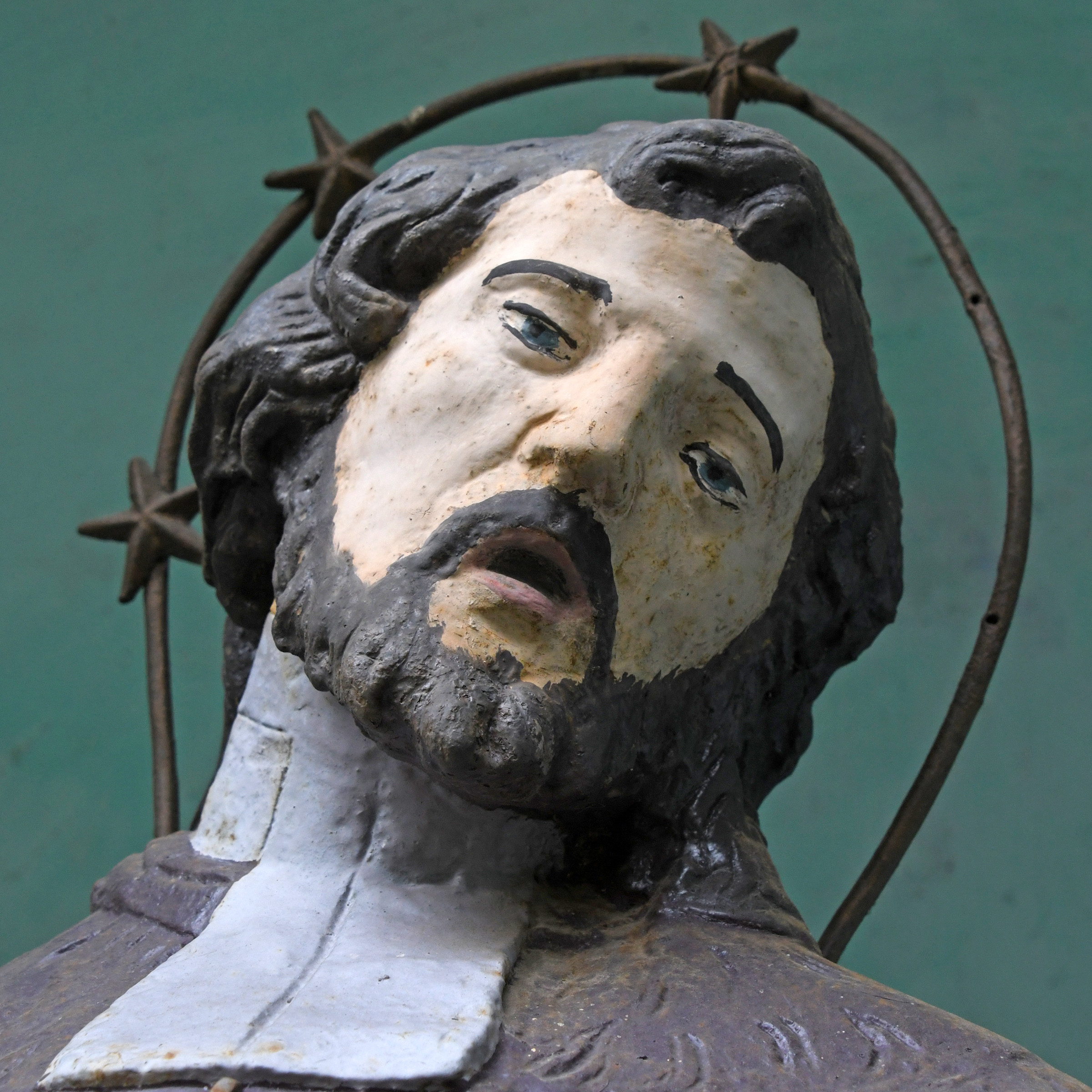
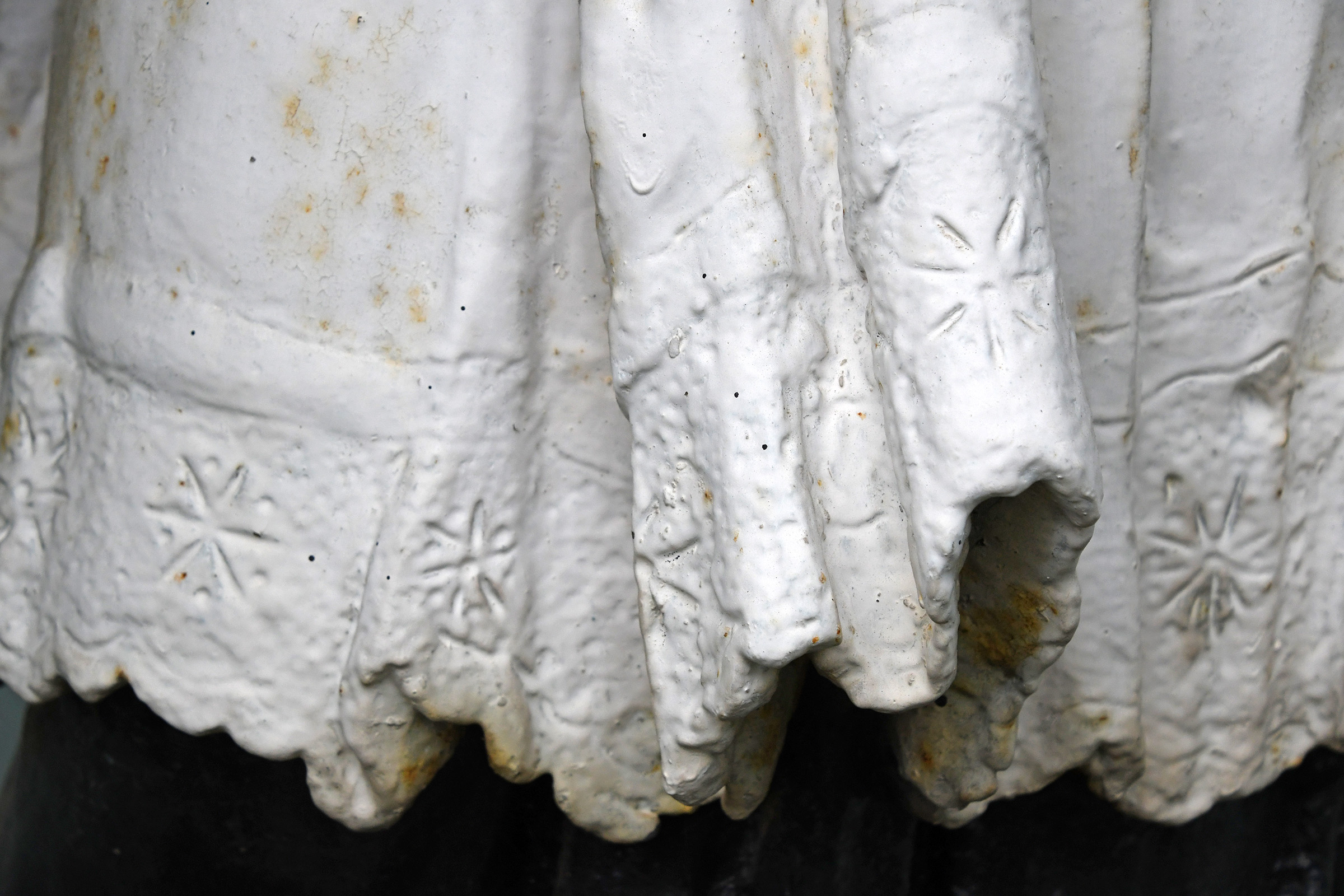
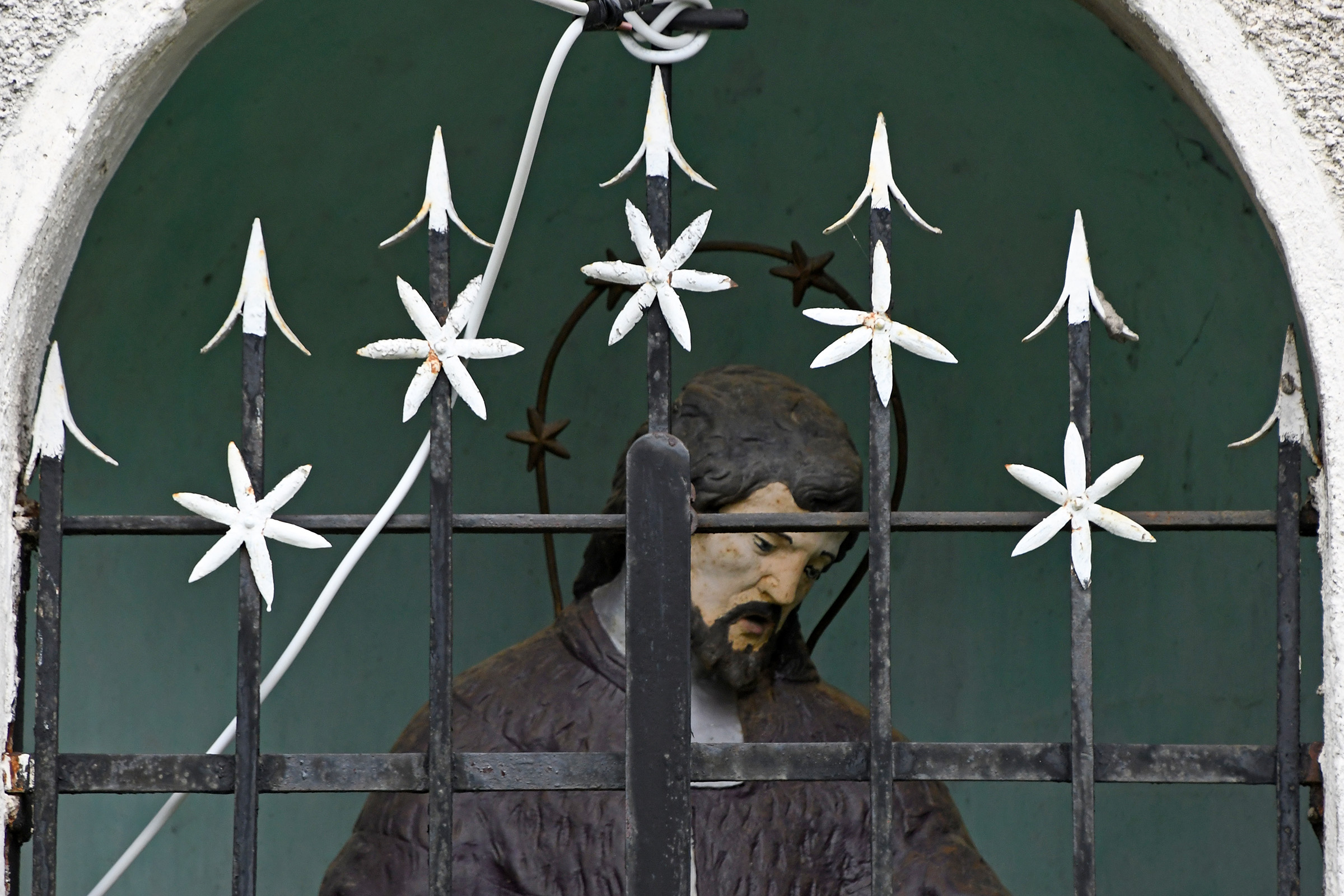
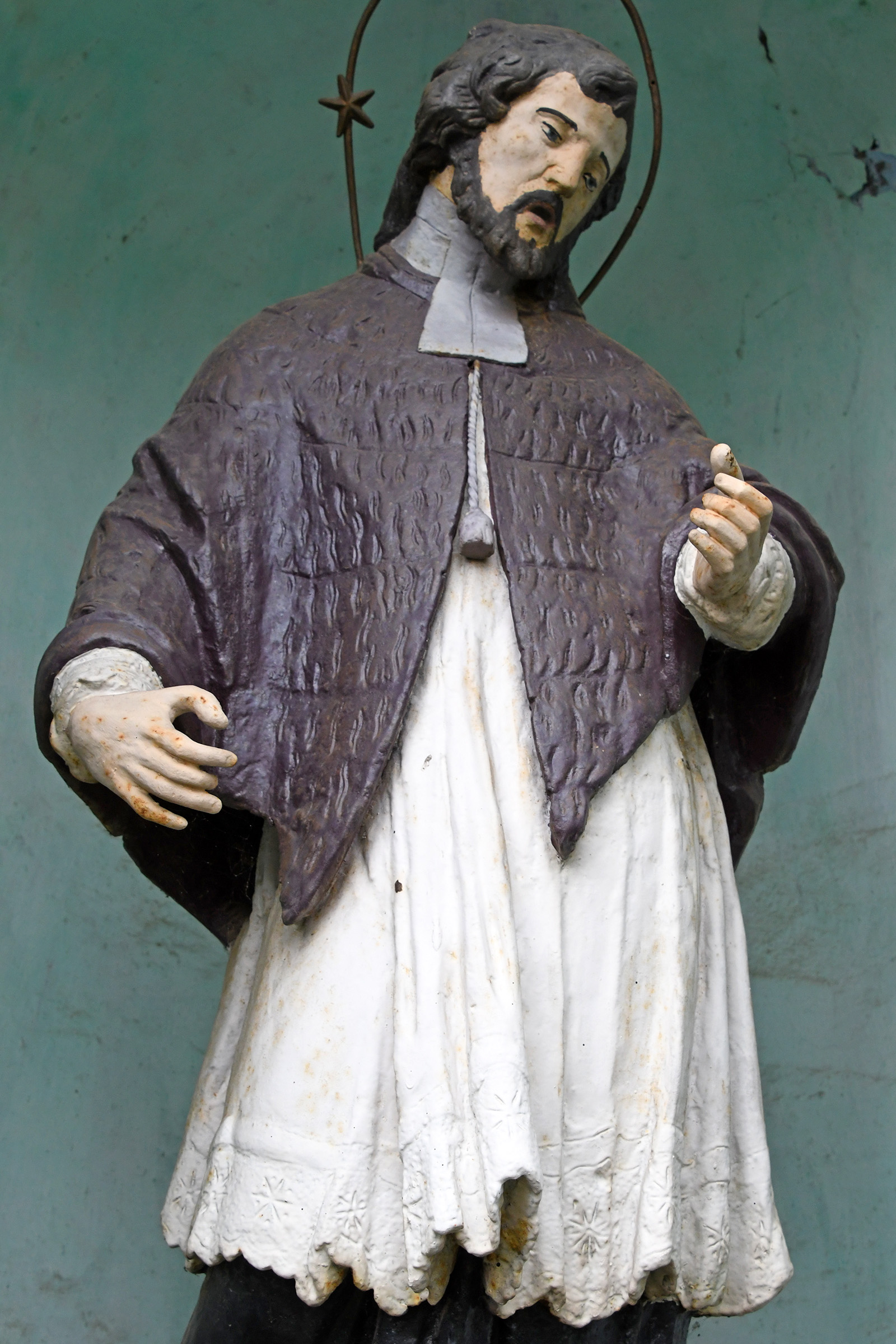

## Vezi și
- Sadova Veche, Caraș-Severin